# Edmond Thieffry
Edmond Thieffry (Etterbeek, Belgium, 1892. szeptember 28. – Belga Kongó, 1929. április 11.) első világháborús belga ászpilóta. Az első világháború alatt 10 légi győzelmet szerzett, ezzel a negyedik legeredményesebb pilóta a belga légierőben.

## Élete
Thieffry 1892-ben született Belgiumban. Iskolái elvégzése után ügyvéd lett.
1914-ben felfüggesztette az ügyvédi pályafutását, hogy belépjen a belga hadseregbe. Először gyalogosként szolgált, azonban néhány hónap szolgálat után német hadifogságba esett. Csak 1915-ben tudott kiszabadulni, és egy lopott motorkerékpár segítségével visszaszáguldott a barátságos vonalak mögé.  Azonban amint Hollandiába ért a holland hatóságok letartóztattál motorkerékpár lopásért. Thieffry csak minden ügyvédi képességét latba vetve tudott felmentést szerezni magának. Azonban őt végül felmentették, a lopott motort pedig visszajuttatták az eredeti tulajdonosához.
1915 júliusában Thieffry csatlakozott a belga légierőhöz. Kiképzése eléggé zökkenőmentesen ment, egyszer még össze is ütközött egy pilótatársával mikor gyakorlórepülést hajtottak végre. Ilyen vizsgaeredmények, és repülési képességek mellett Thieffryt nem merték egy kétüléses vadászgépbe ültetni, mert attól féltek, hogy megöli az előtte ülő megfigyelőt. Ezért egy Nieuport típusú gépet adtak neki, amelyet néhány hónapra rá összetört. Amint megpróbált kikászálódni a roncsok alól, teljesen véletlenül beindította a géppuskáját, és tüzet nyitott a segítségére sietőkre.
1917 márciusában azonban megindult győzelmi sorozata, és még ebben a hónapban 3 légi győzelmet szerzett. A 5me repülőszázad pilótájaként még további 7 légi győzelmet szerzett, utolsót 1917. október 16-án. 1918-ban egy bevetésen repülőgépét szétlőtték, és lángolva csapódott a földbe. Azonban Thieffry túlélte ezt a balesetet is, azonban a németek újra elfogták.
A háborút túlélte, 1929-ben (37 évesen) vesztette életét légi baleset következtében Belga Kongóban, ahol légi útvonalak megszervezésén dolgozott.

## Légi győzelmei
| No. | Dátum               | Beosztási hely | Repülőgép | Ellenfél       |
| --- | ------------------- | -------------- | --------- | -------------- |
| 1   | 1917. március 15.   | 5me            | Nieuport  | Two-seater     |
| 2   | 1917. március 23.   | 5me            | Nieuport  | Two-seater     |
| 3   | 1917. május 12.     | 5me            | Nieuport  | Two-seater     |
| 4   | 1917. június 14.    | 5me            | Nieuport  | Albatros D.III |
| 5   | 1917. július 3.     | 5me            | Nieuport  | Albatros D.III |
| 6   | 1917. július 3.     | 5me            | Nieuport  | Albatros D.III |
| 7   | 1917. augusztus 16. | 5me            | SPAD      | Albatros C     |
| 8   | 1917. augusztus 22. | 5me            | SPAD      | Felderítő      |
| 9   | 1917. augusztus 26. | 5me            | SPAD      | Felderítő      |
| 10  | 1917. október 16.   | 5me            | SPAD      | Felderítő      |